# Hope, a Red Cross Seal Story
Hope, a Red Cross Seal Story è un cortometraggio muto del 1912 diretto da Charles Brabin.

## Trama

Il medico scopre la malattia di Edith

John Harvey, banchiere di una piccola città, risponde con superficialità alle richieste della Croce Rossa per farlo aderire alla campagna contro la tubercolosi. L'uomo crede che la cittadina di campagna dove vive sia immune dai pericoli della grave malattia. Ignora però che proprio Edith, la sua fidanzata, che da qualche tempo non si sente troppo bene, ha appena scoperto di essere tubercolotica. La ragazza lascia la famiglia recandosi in un ambulatorio della Croce Rossa dove vuole farsi curare. Suo padre e John scoprono dove si trova e vogliono riportarla a casa ma lei decide di proseguire le cure fino alla completa guarigione. "Hope", "speranza", è il motto che guida i malati fuori dalle tenebre della malattia.

## Produzione
Il film fu prodotto dalla Edison Manufacturing Company.

## Distribuzione
Distribuito dalla General Film Company, il film - un cortometraggio in una bobina - uscì nelle sale cinematografiche degli Stati Uniti il 16 novembre 1912. Il film, che era conosciuto anche con il titolo breve Hope, fu distribuito anche nel Regno Unito il 1º marzo 1913.
Copia della pellicola (un negativo in nitrato 35 mm) viene conservata negli archivi del Museum of Modern Art. Il film è stato distribuito in DVD dall'Image Entertainment, inserito in un'antologia dal titolo Treasures III: Social Issues in American Film (1900-1934) della lunghezza totale di 739 minuti, uscita sul mercato USA il 16 ottobre 2007.